# Nigloland
Nigloland est un parc à thèmes français situé à Dolancourt, dans l'Aube.
Fondé par deux frères et anciens forains, Patrice et Philippe Gélis, il ouvre ses portes le 13 juin 1987. Le nom du parc vient de celui de sa mascotte, « Niglo », qui signifie hérisson en langue romani,,,.
Le parc est divisé en quatre zones thématiques : le village canadien, le village rock 'n' roll, le village merveilleux et le village suisse.
Son record de fréquentation est atteint en 2022 avec 763 000 visiteurs.

## Histoire du parc

### Les débuts
Nigloland ouvre le 13 juin 1987 sur l’initiative des frères Patrice et Philippe Gélis après un voyage aux États-Unis où ils découvrent les parcs de loisirs avec le billet d'entrée unique,. Les Gélis se rendent à Walt Disney World Resort au début des années 1980.
Les deux frères investissent sept millions de francs pour installer un parc dans la propriété familiale de dix-huit hectares de Dolancourt. Au départ, le parc est alors composé d'une petite crêperie, d'un restaurant et de sept attractions et installations : Train western, Tacots 1900, Aventure land, Ciné show 180°, Niglogolf, Carrousel 1900 et Château hanté. Le nombre de visites s'élevait à 100 000 visiteurs par saison, le seuil de rentabilité étant de 50 000 visiteurs annuels.
En 1988, Nigloland ouvre son premier parcours de montagnes russes, Bayern Express, ainsi que le bateau à bascule Galion pirate. L'année suivante, la Rivière canadienne fait son apparition, suivi en 1990 du Circuit de Nigloland, une attraction qui permet de conduire des voitures de courses guidées sur rail et les Caravelles de Jacques Cartier.
Le parc fête son millionième visiteur à l'occasion de ses cinq ans et inaugure le Niglo Show, un spectacle d'automates inspiré de Country Bear Jamboree de certains parcs Disney.

### Années 1990
Les visiteurs sont au nombre de 350 000 en 1991. Nigloland propose à ses clients un train de la mine à l'occasion de l'inauguration du village canadien en 1992. Cette année, la fréquentation du parc augmente à 350 000 entrées. En 1993, le parc de la Toison d'or fait faillite et est cédé à la ville de Dijon,. Les dirigeants de Nigloland rachètent le matériel du parc de la Toison d'or au prix de la ferraille à une filiale de la Lyonnaise des Eaux. Cette acquisition et la relocalisation de certaines des attractions se chiffrent à près de vingt millions de francs, soit environ trois millions d'euros.

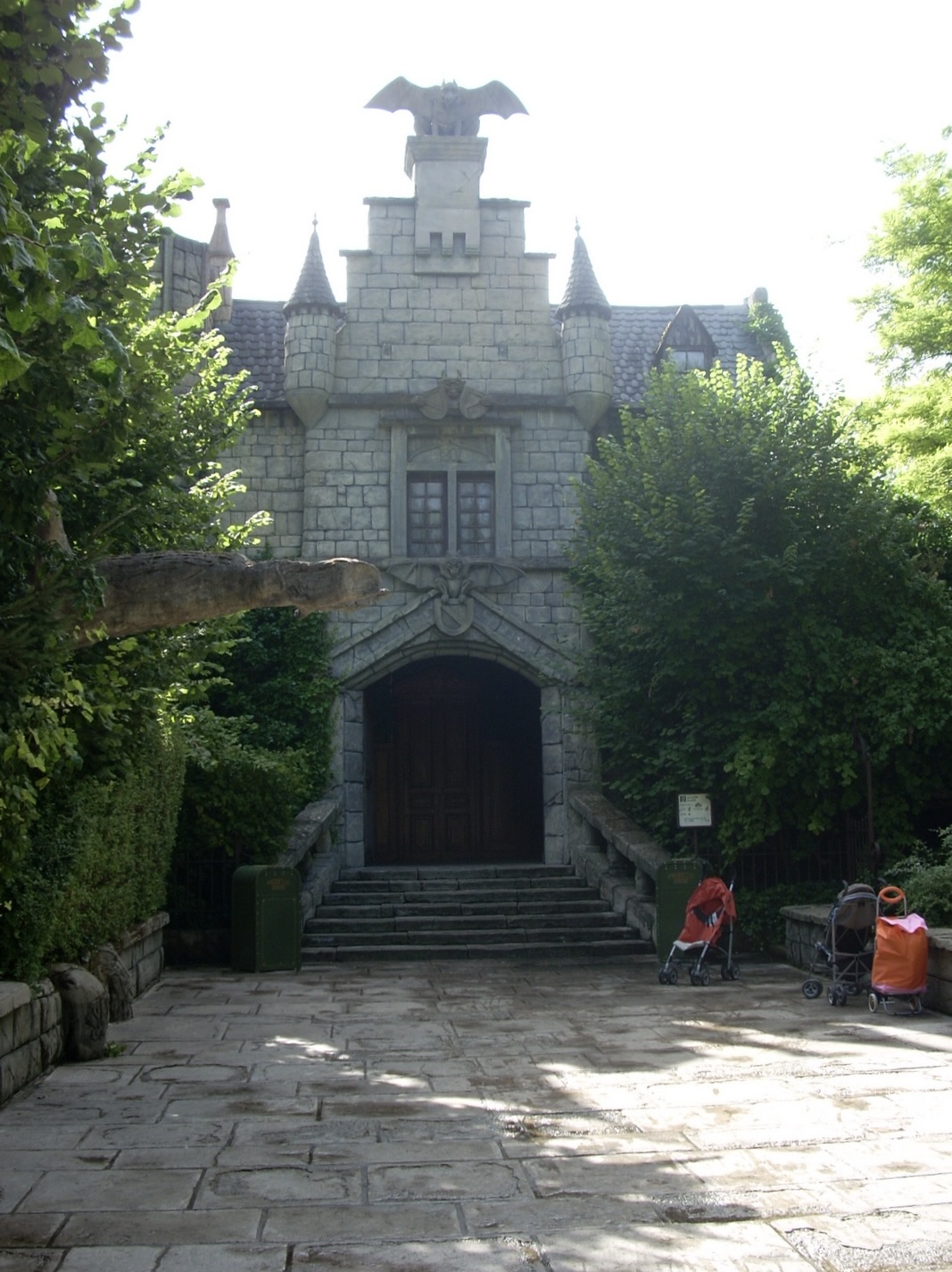
Manoir hanté.

C'est ainsi qu'ouvre un nouveau village, le village merveilleux et parmi les nouveautés, la Rivière enchantée et le Petit Poucet.
Après avoir passé six ans au parc, Bayern Express quitte Nigloland en 1994 pour Sunway Lagoon, un parc en Malaisie, en raison des problèmes de nuisances sonores et du coût d'entretien,. Pour remplacer cette attraction, le Manoir hanté arrive au parc. Les montagnes russes Train de la mine provenant du parc de la Toison d'or et appartenant désormais aux frères Gélis sont également transférées dans un parc malaisien, Genting Theme Park sous le nom Rolling Thunder Mine Train. En 1995 : la Course de bobsleigh, montagnes russes venues tout droit des foires allemandes, font leur apparition après un bref séjour en Suède. Cette même année, la fréquentation atteint 470 000 entrées.
L'ouverture des Dragons volants en 1996 permet aux 450 000 visiteurs accueillis de profiter d'une vue panoramique du parc. En 1997, la chenille ainsi que les hérissons de la forêt magique sont deux nouveautés destinées aux plus petits. 480 000 entrées sont cumulées cette saison.
En 1998, 450 000 visiteurs passent les portes du parc et Nigloland inaugure Spatiale Experience au printemps, un parcours de montagnes russes en intérieur immergé dans un immense bâtiment futuriste, sur le thème d'un voyage spatial, s'inspirant de l'attraction Space Mountain. D'une longueur de huit-cents mètres, elle possède un parcours très dense en descentes et virages. La construction aura duré près d'un an.

### Années 2000

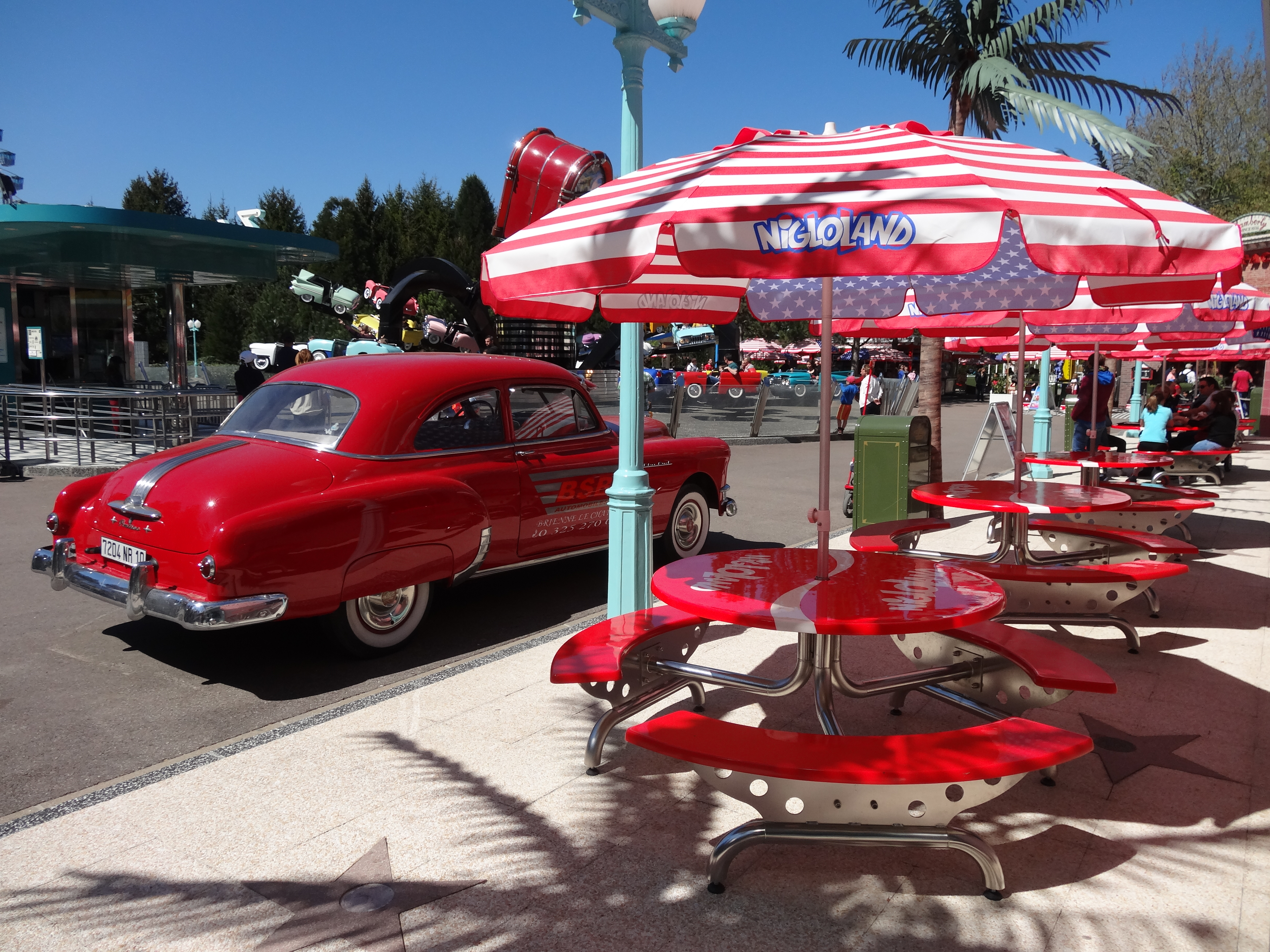
Le village rock 'n' roll.

Avec la création de la nouvelle zone rock 'n' roll, le parc ouvre National 66 en 1999, Juke box en 2000 et Hollywood Boulevard en 2001. Pour 2002, Nigloland ouvre Bat Coaster, premières montagnes russes inversées de France, construit par Pinfari. 480 000 personnes arpentent les allées du parc en 2002.
En 2003, le parc propose désormais une trentaine d'attractions. La nouveauté Dinosaures aventure permet au parc d'attirer 515 000 visiteurs. En 2004, Nigloland inaugure King of Mississippi et reçoit 496 547 clients. En 2005 est ouvert l'Hôtel des Pirates, le premier hôtel du parc, sur le thème de la piraterie. Cette saison se termine avec 430 408 visiteurs.
Un accident survient le 9 avril 2005 sur l'attraction Bat Coaster, blessant cinq personnes, dont une gravement en raison d'un accident mécanique avec un engin de levage. Cette attraction est revendue en 2007 à Antibes Land.
Les nouveautés s’accumulent à partir de 2006 avec le Grizzli, un Disk'O Coaster de quinze mètres de haut sur un disque de neuf mètres de diamètre, suivi en 2007 d'une Wild Mouse Schlitt' Express, de la Ronde des canards, manège destiné aux enfants et du Deudeuche Show, un nouveau spectacle. Les années 2006, 2007 et 2008 voient 445 000, 467 000 et 473 000 visiteurs dans le parc. En 2008, le parc ouvre une nouvelle attraction pour les petits : la ferme d'Antonin. Ce manège permet l'ouverture du village suisse, délimité par de nouveaux chalets.

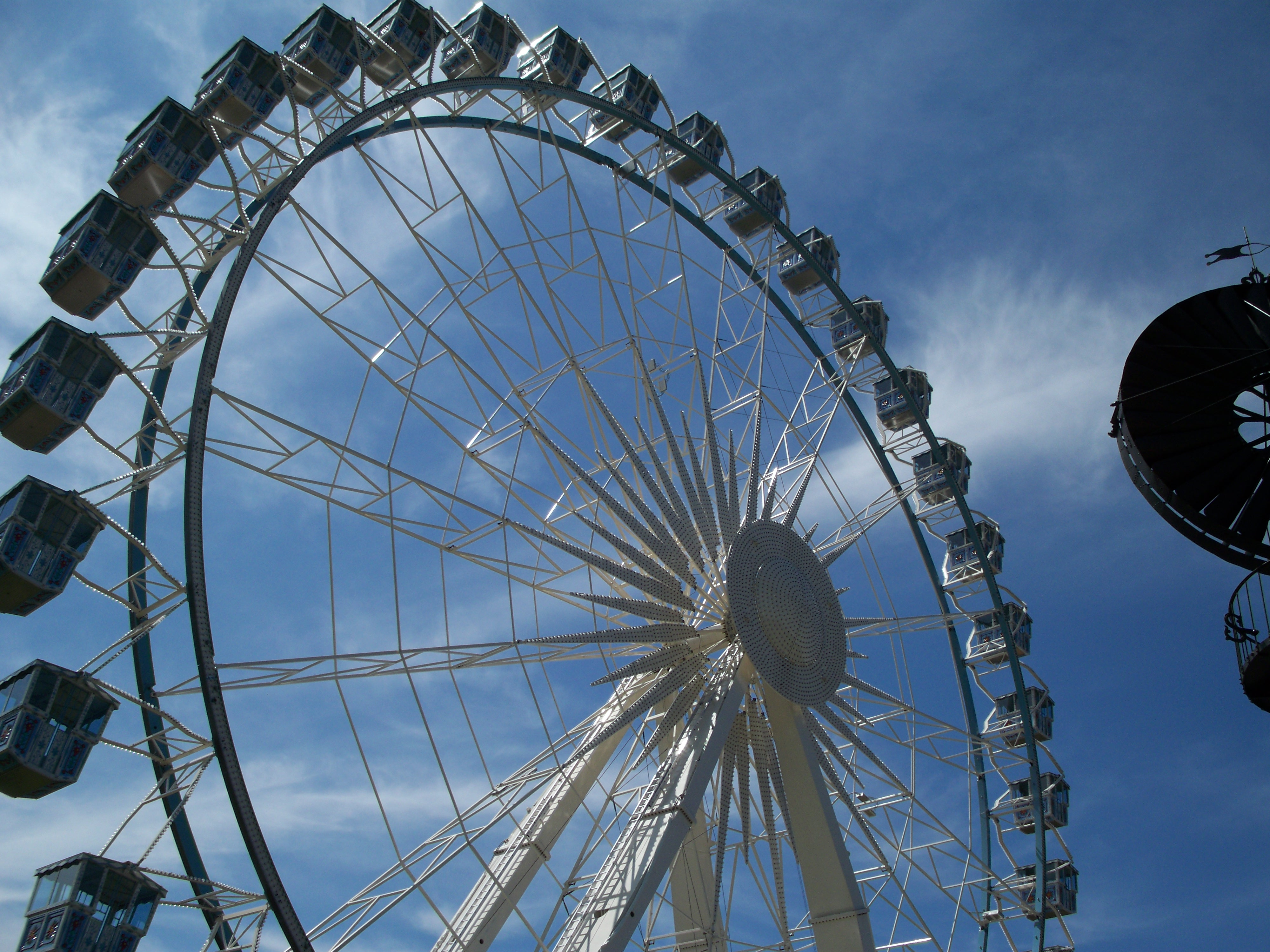
La grande roue de Gerstlauer.

Depuis 2009, une grande roue de Gerstlauer de cinquante mètres de haut est installée au village suisse. La saison 2009 est la dernière du cinéma nommé Planète 180°. La même année, les dirigeants émettent leur intention de développer son complexe hôtelier en y ajoutant des « maisonnettes » sur le thème des Caraïbes. Ce projet ne se concrétisera pas.

### Années 2010
En 2010, les nouveautés sont l'attraction de type chaises volantes Apple Flight, un nouveau spectacle La Parade des caniches et un restaurant dans le village suisse, Lara Clette. En 2011, un nouveau spectacle de magie nommé Las Vegas Show s'installe dans le parc.
En septembre 2011, le parc sert de plateau de tournage pour des scènes du film Comme des frères, nommé pour l'occasion « Fifouland » sur grand écran.
Deux attractions font leur apparition en 2012. Air Meeting de Gerstlauer est un manège dont les avions tournent grâce à un axe. La spécificité d'Air Meeting tient dans le fait que les passagers actionnent les déplacements de leur avion sur un autre axe ce qui permet de faire des loopings. La Route de l'essence est un carrousel pour enfants. Ce manège quitte temporairement le parc après la saison 2013.
L'une des plus anciennes attractions Adventure Jungle est rénovée en 2013 et est renommée pour l'occasion Africa Cruise. Le parcours et la gare sont modifiés et de nombreux automates prennent place sur le parcours. D'autre part, le parc investit dans la construction d'une maison champenoise à l'entrée du parc.
Nigloland ouvre dans le village suisse le circuit de montagnes russes Alpina Blitz en 2014 et atteint en fin de saison les 560 000 visiteurs.
Le site de loisirs propose en 2016 deux tours de chute. La première se nomme Le Donjon de l'extrême. Avec cent mètres de hauteur, cette tour de chute libre rotative du constructeur Funtime est annoncée par les dirigeants du parc comme la plus haute de France. La Tour des petits fantômes est quant à elle destinée au jeune public. Cette tour familiale de type Spring Ride de Zierer mesure onze mètres. La saison 2017 est la dernière de la Course de bobsleigh qui déménage au parc de la Vallée, en Poitou-Charentes, en 2018. Cette même année, Nigloland ouvre Les Zabeilles, un manège de type avion. Les chiffres de fréquentation grimpent à 655 000 entrées en fin de saison. La nouveauté 2019 est l'Eden Palais, année affichant 635 000 entrées.

### Années 2020

Ancien logo de Nigloland

En 2020, la Chenille rejoint également le parc de la Vallée. Le parcours de montagnes russes junior Noisette Express s'ajoute aux attractions. La Grande roue déménage au sein du parc. Le début de cette saison est reporté au 11 juillet, en raison de la pandémie de Covid-19. La saison se termine avec 310 000 entrées.
Avec un budget de 12 millions d'euros, Krampus Expédition est inauguré en 2021,,.
En 2022, pour les 35 ans du parc, Nigloland rénove trois attractions, les Montgolfières (rebaptisé "Voyage en Montgolfières"), les Hérissons de la fôret magique et le Niglo Show. L'année se termine avec record de fréquentation de 763 000 entrées,. En 2023, le parc rénove la Rivière enchantée qui devient la Rivière des fées.

## Les attractions

### Les montagnes russes

#### Actuelles
- Alpina Blitz, montagnes russes assises de Mack Rides (2014)
- Descente en Schlitt', Wild Mouse de Mack Rides (2007)
- Krampus Expédition, montagnes russes aquatiques de Mack Rides (2021)
- Noisette Express, montagnes russes junior d'ART Engineering (2020)
- Spatiale Experience, montagnes russes en intérieur de Mack Rides (1998)
- Train de la mine, montagnes russes E-Powered de Mack Rides (1992)

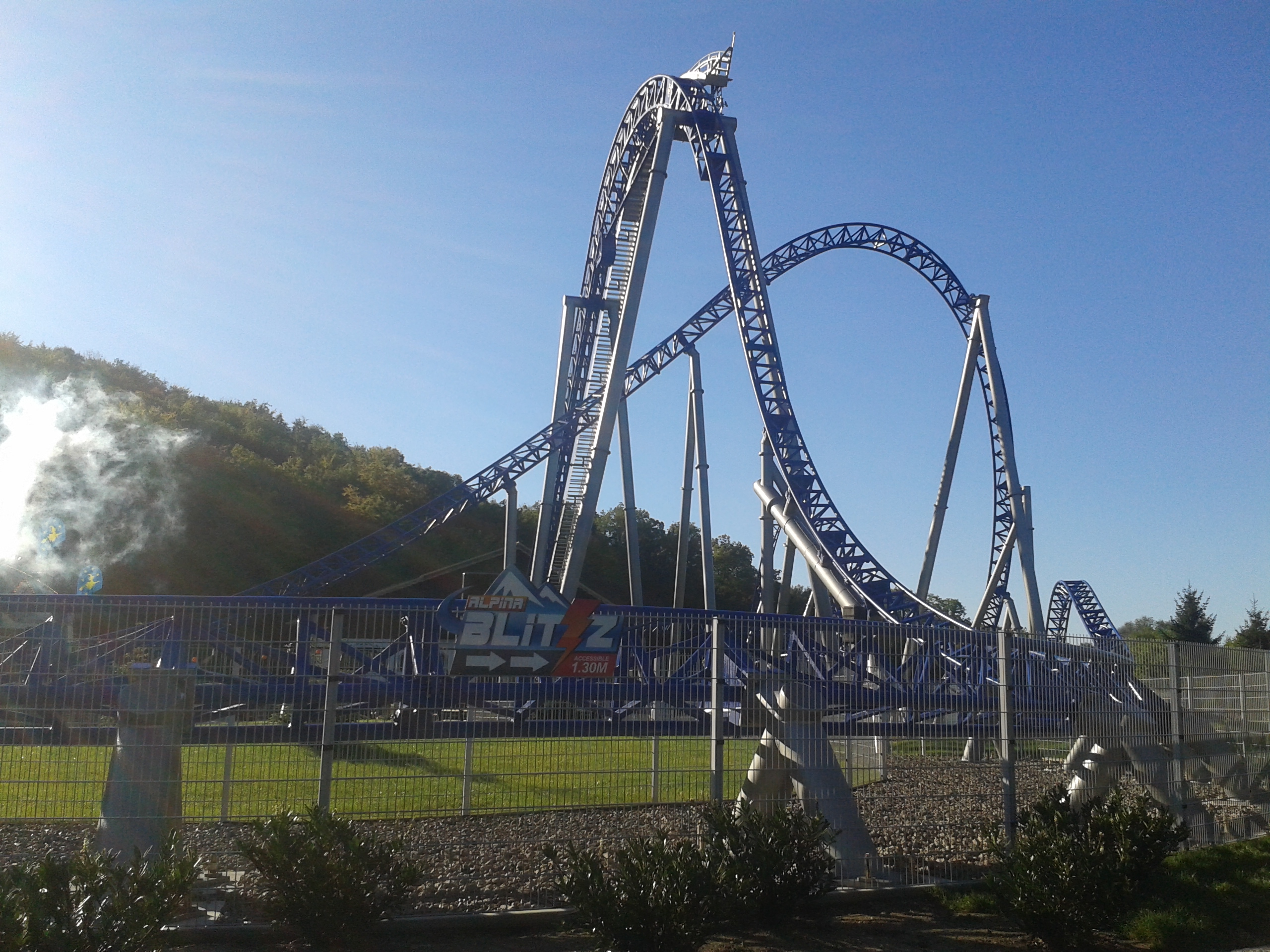
Alpina Blitz
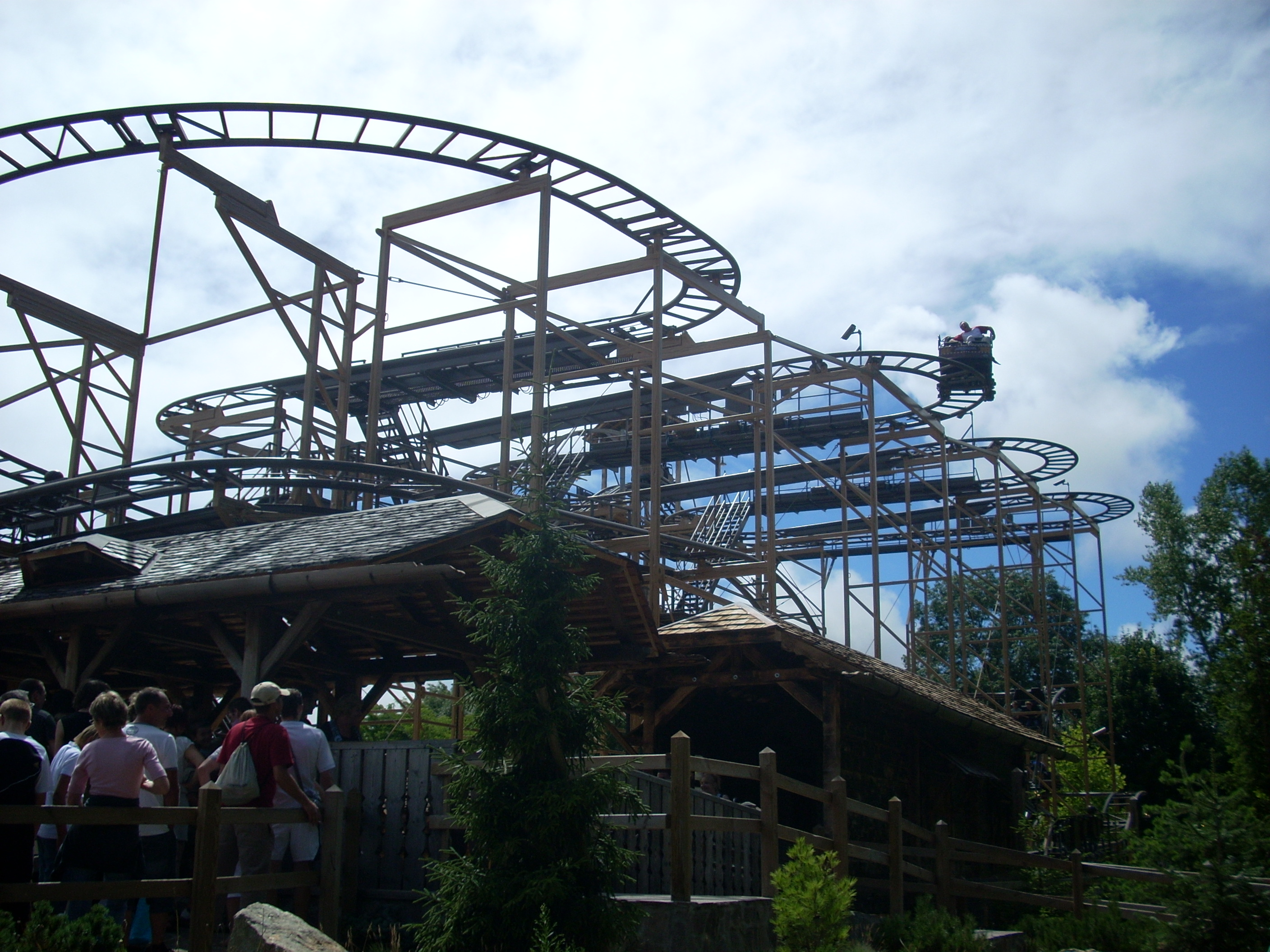
Descente en Schlitt'
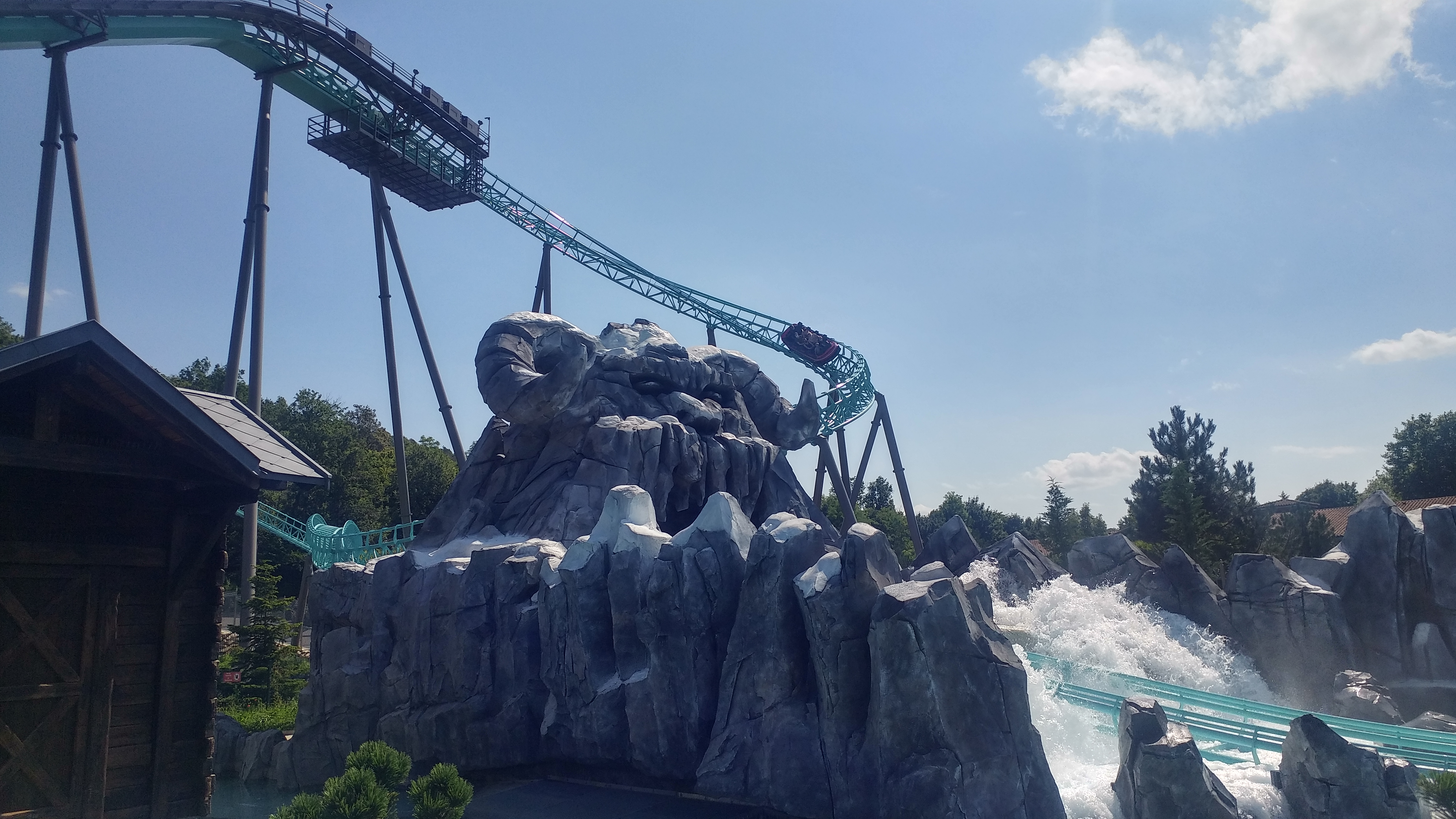
Krampus Expédition
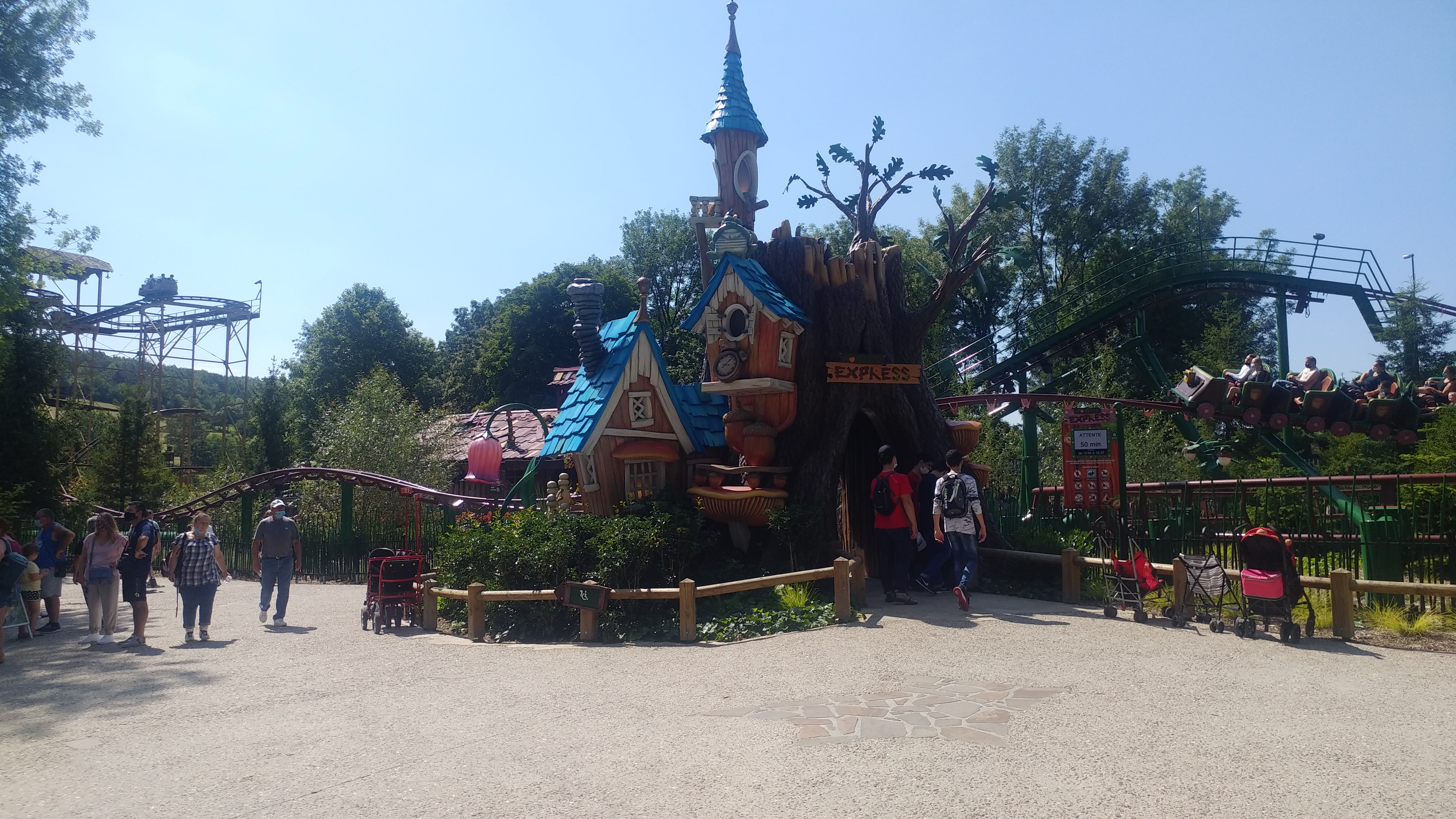
Noisette Express
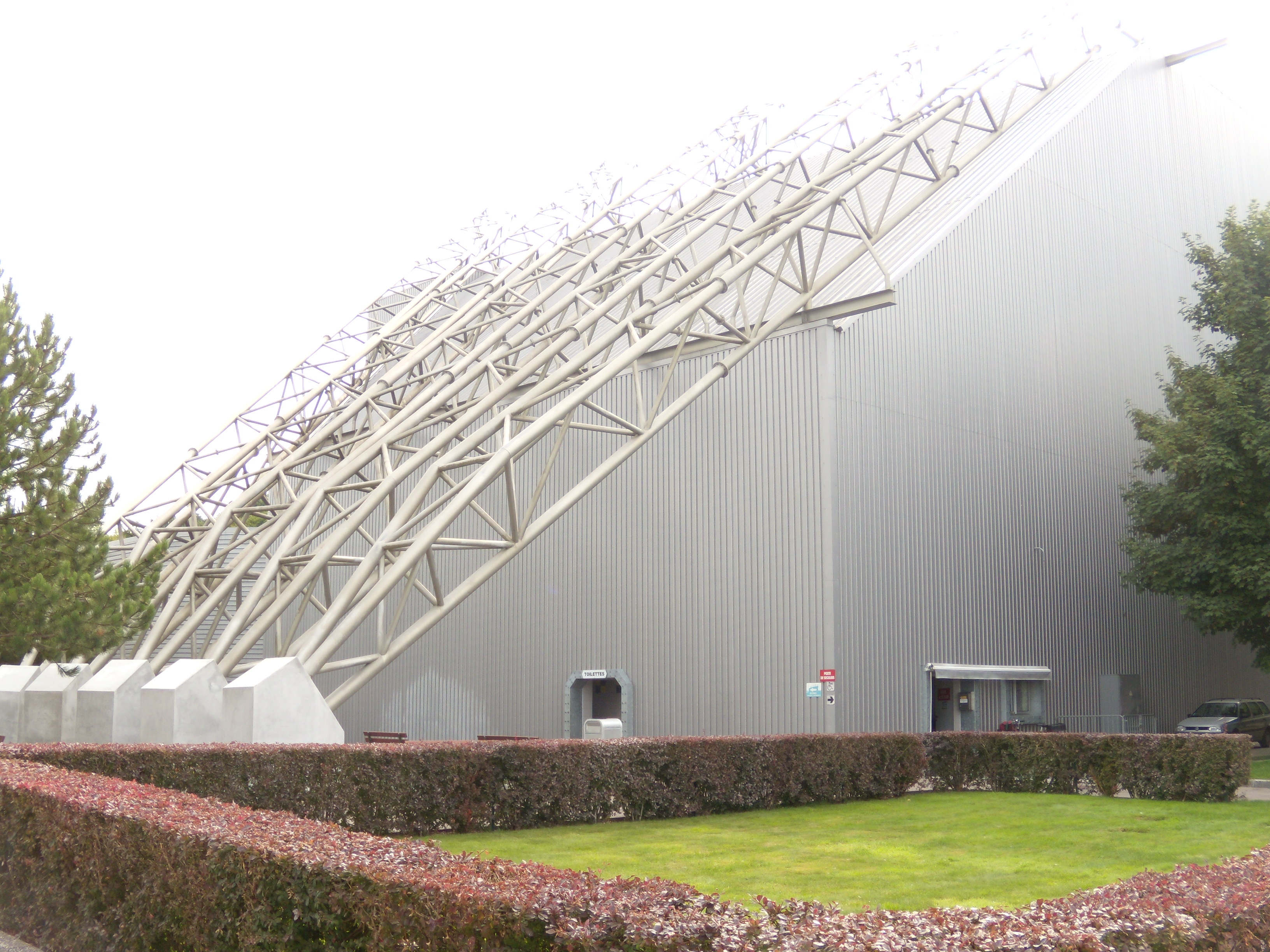
Spatiale Experience
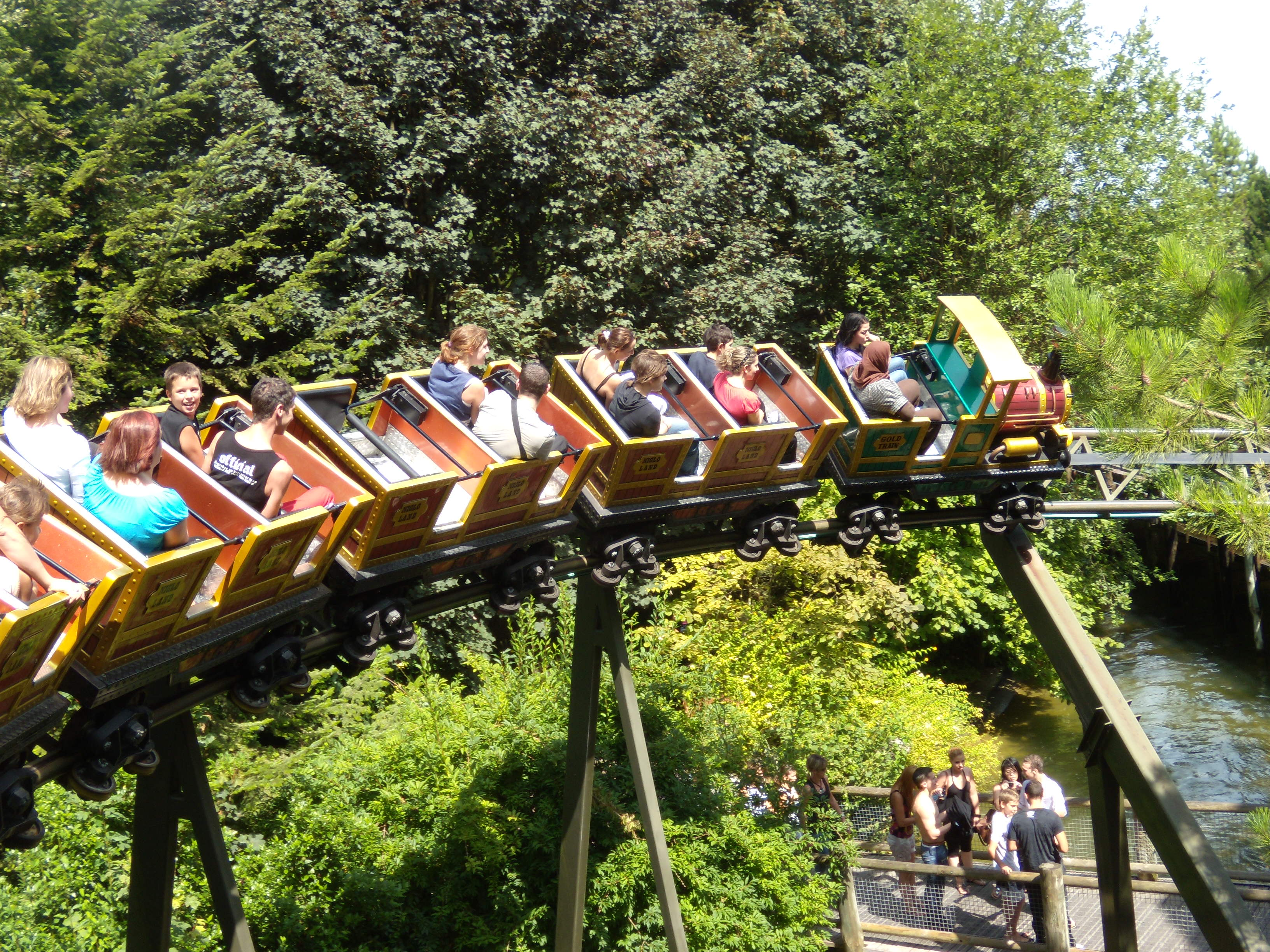
Train de la mine

#### Disparues
- Bat Coaster, montagnes russes inversées de Pinfari (2002-2006)
- Bayern Express, montagnes russes en métal de Soquet (1988-1994)
- Chenille, montagnes russes junior de Pinfari (1997-2019)
- La Course de bobsleigh, montagnes russes en métal d'Anton Schwarzkopf (1995-2017)

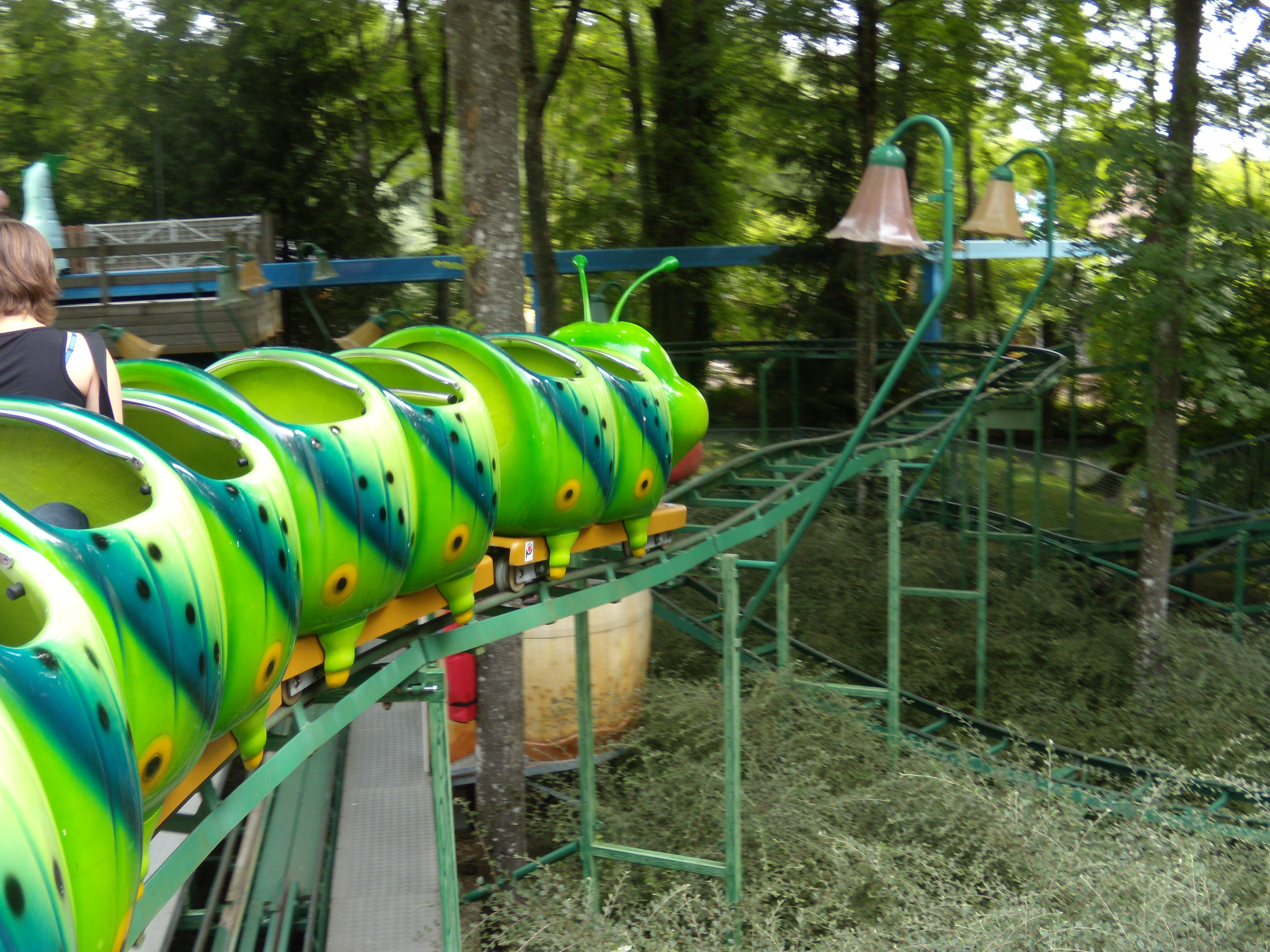
Chenille
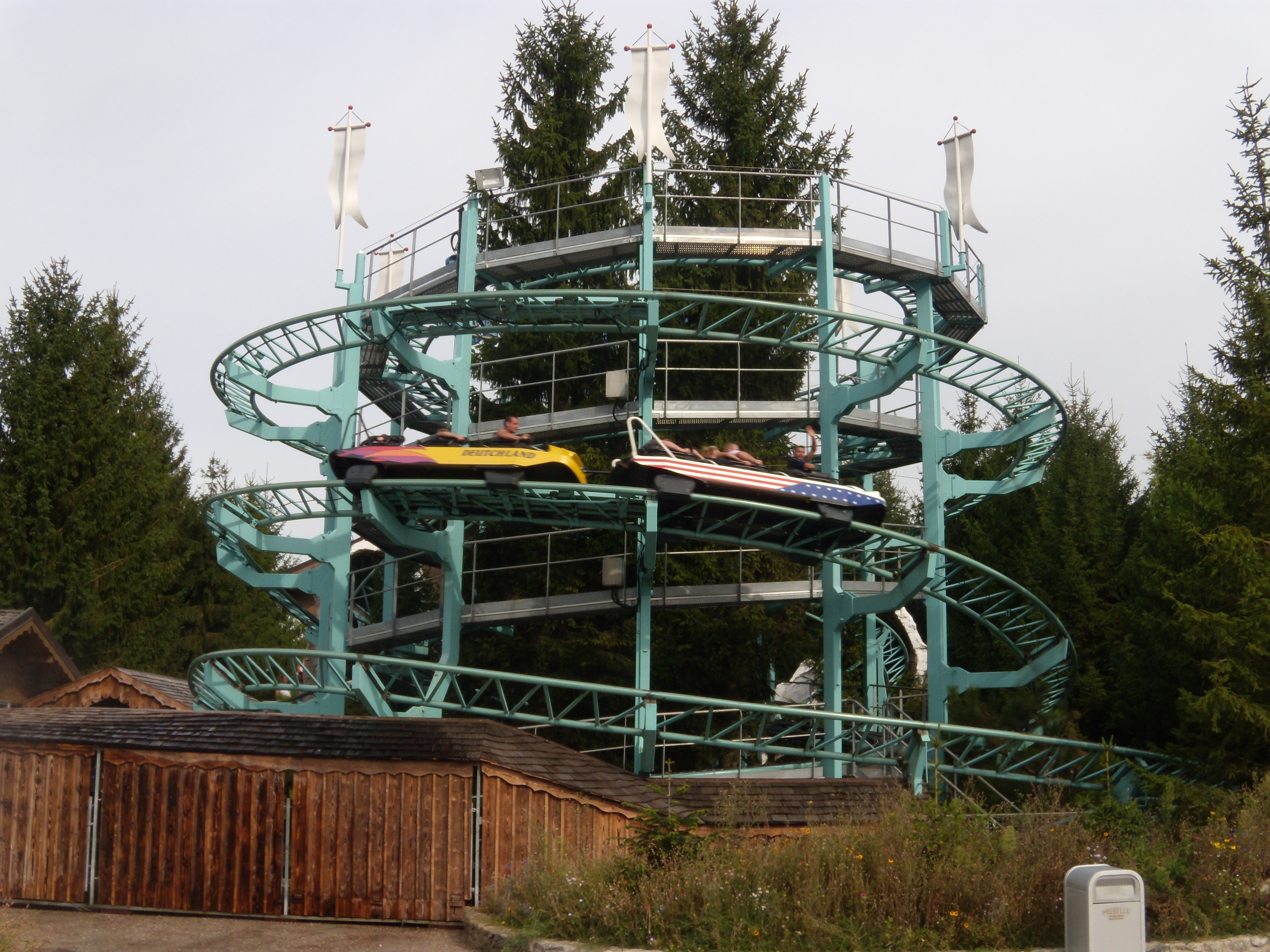
La Course de bobsleigh

### Attractions aquatiques
- Africa Cruise, Tow boat ride de Mack Rides (1987)[d]
- King of Mississippi, balade en bateaux de Mack Rides (2004)
- Rivière canadienne, circuit de bûches de Mack Rides (1989)
- Rivière des fées, balade en bouées de Mack Rides (1993)[e].

### Attractions à sensations
- Air Meeting, Sky Fly de Gerstlauer (2012)
- Apple Flight, chaises volantes de Zierer (2010)
- Donjon de l'extrême, tour de chute de type Skyfall de Funtime (2016)
- Galion pirate, bateau à bascule de Zamperla (1988)
- Grizzli, Disk'O Coaster de Zamperla (2006)
- Juke Box, pieuvre d'Anton Schwarzkopf (2000)

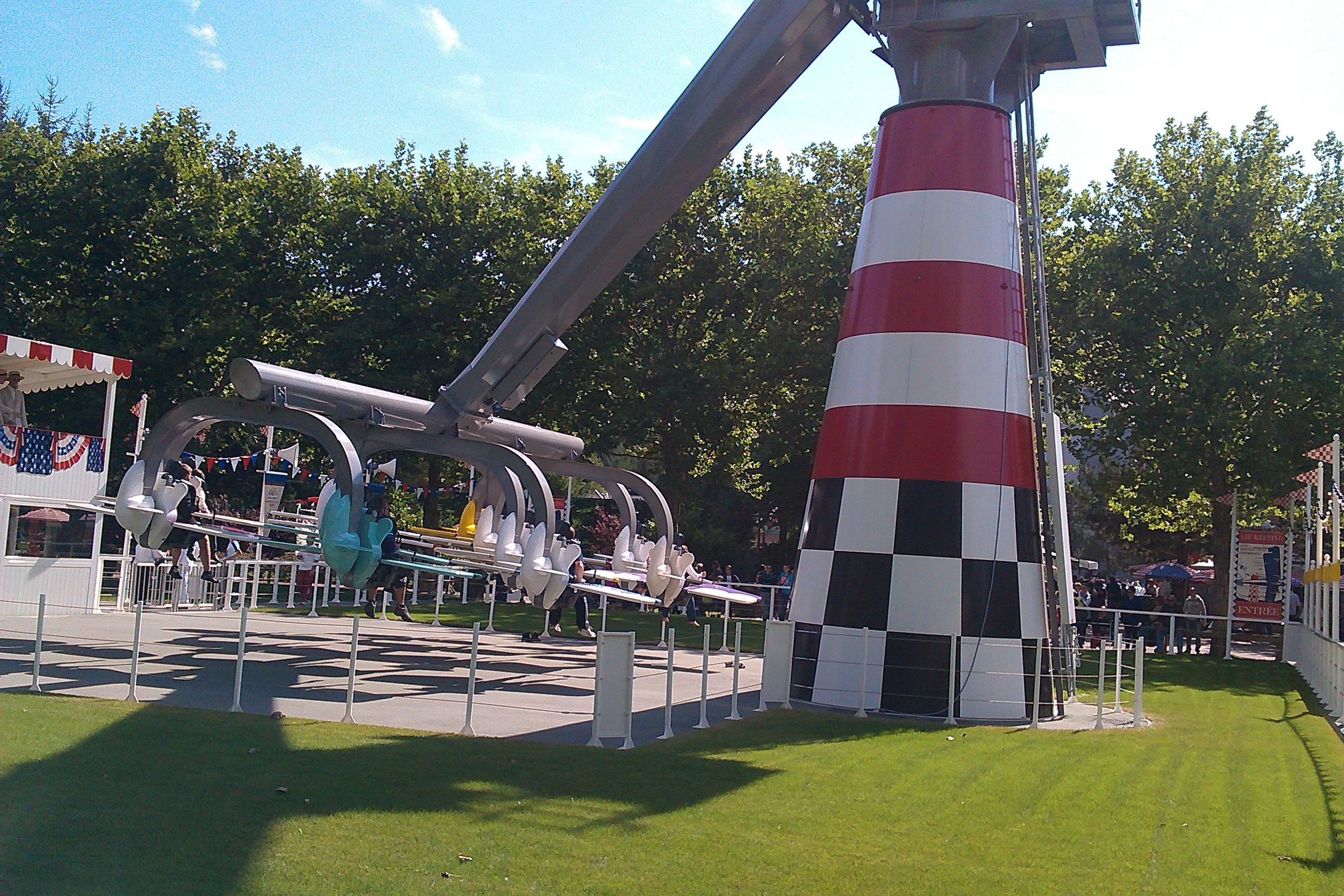
Air Meeting
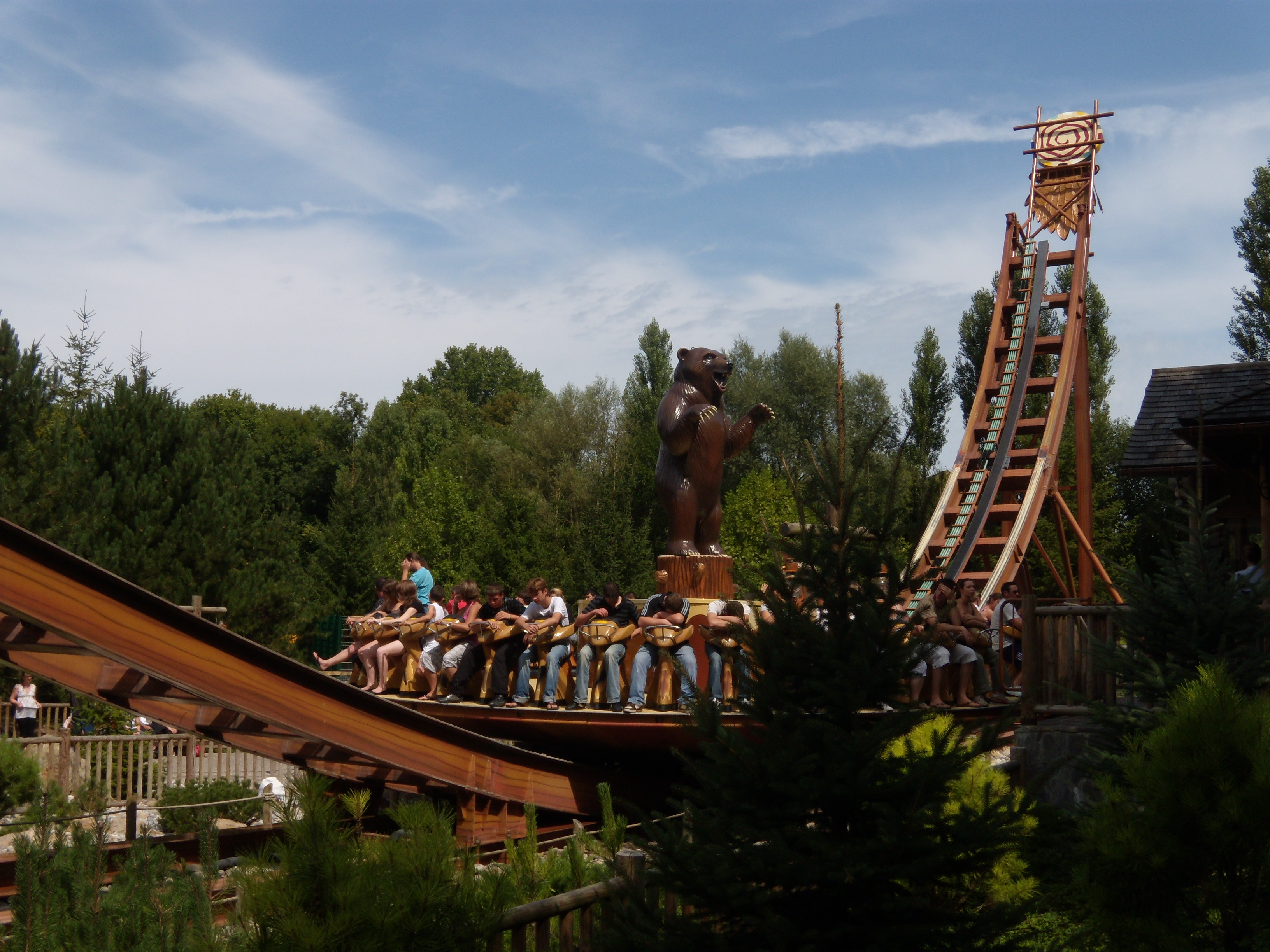
Grizzli
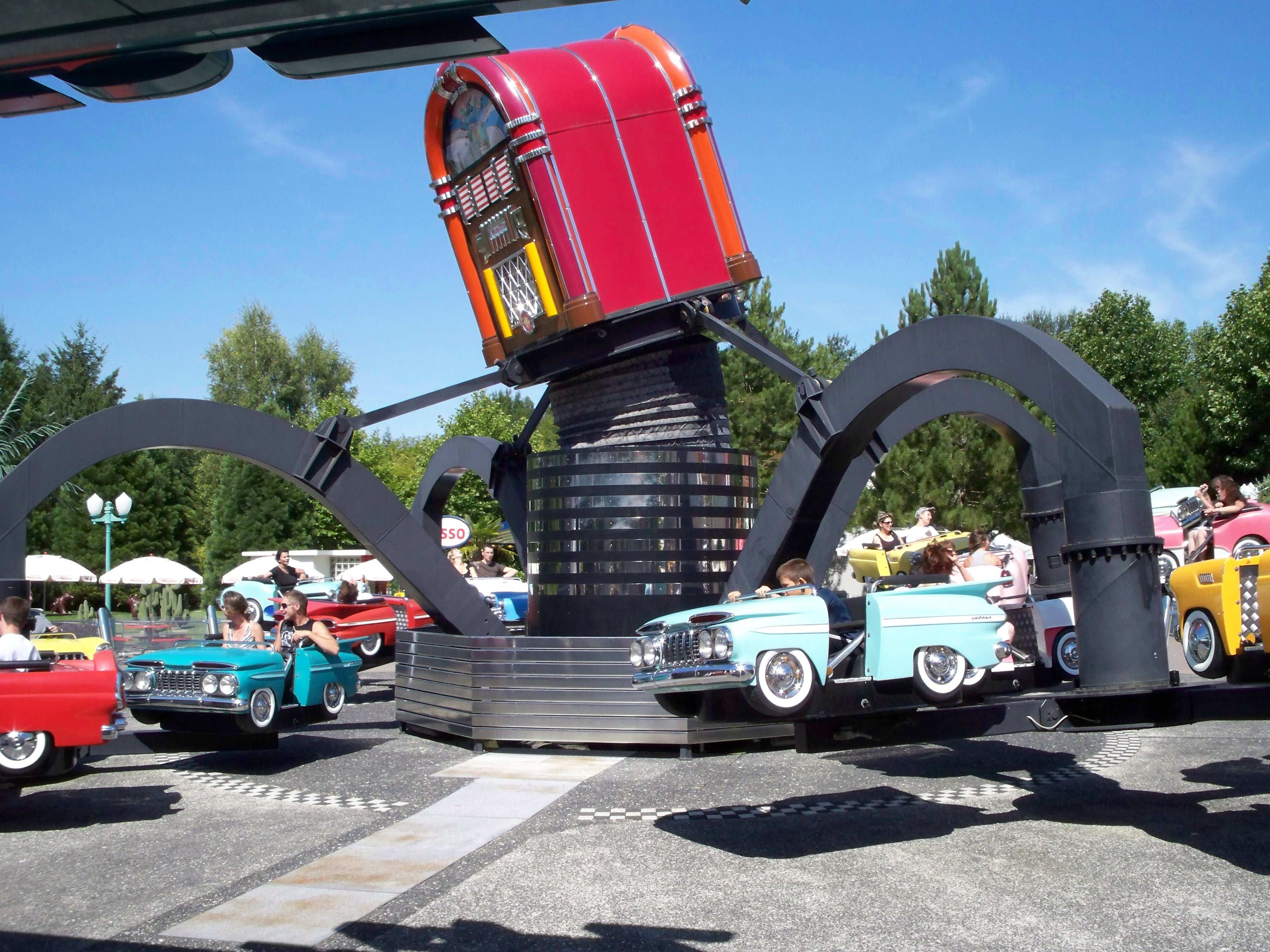
Juke Box
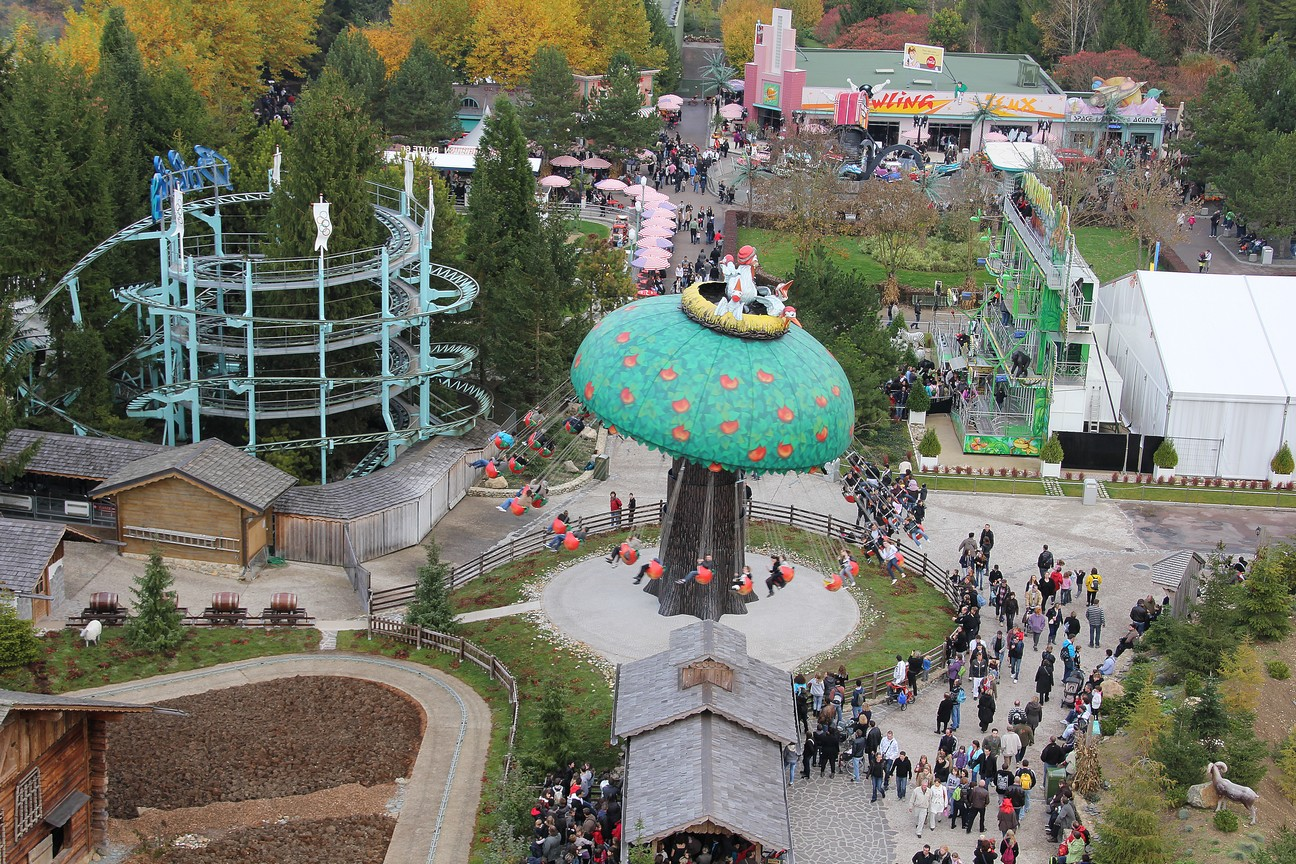
Apple Flight

### Autres attractions

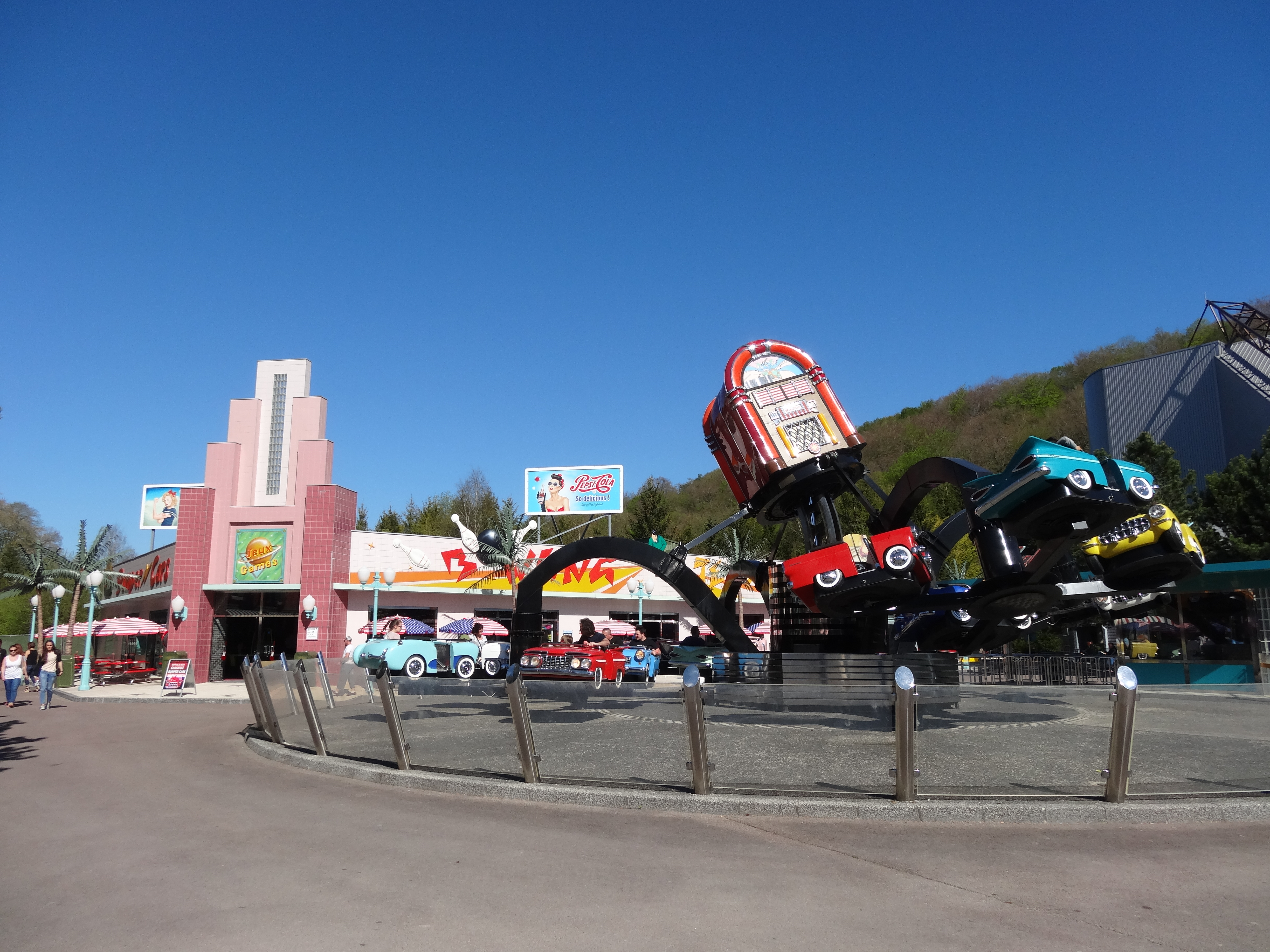
Juke Box et Hollywood Boulevard.

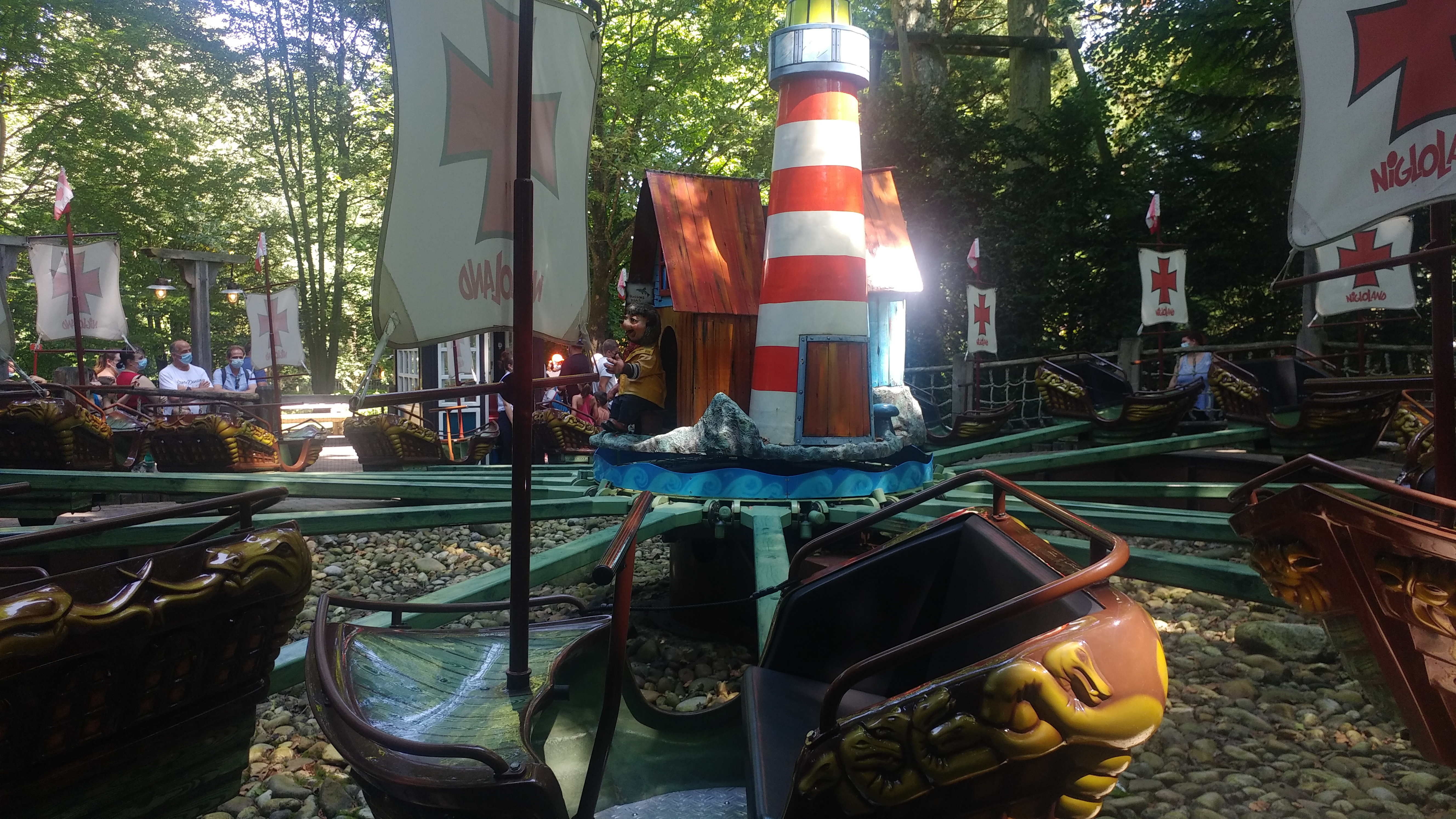
Caravelles de Jacques Cartier.

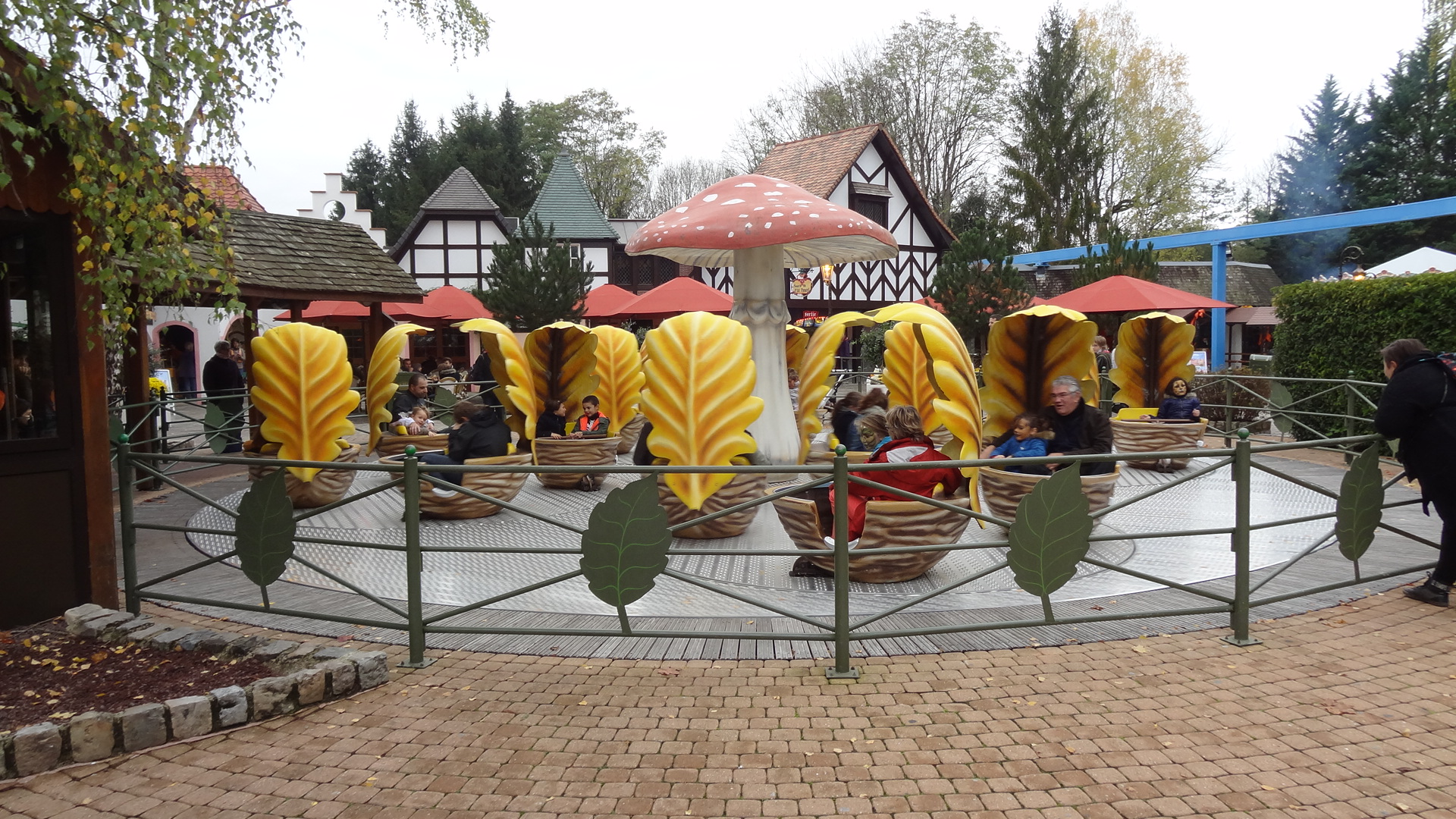
P'tit Poucet.

- Bumper's Cars : autos-tamponneuses (2001)
- Caravelles de Jacques Cartier : manège de type Music Express construit par Mack Rides (1990)
- Chevauchée fantastique : chevaux galopants de Soquet (1987)
- Circuit de Nigloland : circuit de voitures sur le thème formule (1990)
- Dinosaures Aventure : parcours scénique sur le thème des dinosaures (2003)
- L’envol des papillons : monorail à véhicules en forme de papillons de (2024)
- Eden Palais : carrousel-salon proposant musée, salon de thé, espace cinéma (2019). Il propose deux attractions : La Route de l'essence (2012) et Le Carrousel (1987)
- Ferme d'Antonin : balade en tracteurs (2008)
- Grande roue : grande roue de Gerstlauer (2009)
- Hérissons de la forêt magique : parcours scénique pour enfants (1997)
- Manoir hanté : parcours scénique, le mode de transport est réalisé par Mack Rides et la façade par l'entreprise belge Giant (1994)
- Oil Company et Hollywood Boulevard : jeux
- P'tit Poucet : tasses (1994). Attraction achetée à la suite de la fermeture du parc de la Toison d'or.
- Ronde des canards : manège pour enfants de Metallbau Emmeln (2007)
- Route 66 : balade en camions américains pour enfants, Zamperla (1999)
- Tacots 1900 : balade en tacots par Mack Rides (1987)
- Tour des petits fantômes : tour de chute junior de Zierer (2016)
- Train : balade en train de Soquet (1987)
- Voyage en montgolfières : manège de Zamperla (1994). Attraction achetée à la suite de la fermeture du parc de la Toison d'or. (Rénovée en 2022)
- Zabeilles : manège de type avion sur le thème des abeilles de Zierer (2018)

### Attractions disparues
- Planète 180° : cinéma planétarium (1987-2009)[34].
- Le Château hanté : parcours à pied dans le noir ponctué de saynètes avec mannequins et automates (1987-2013). L'attraction, construite dès l'ouverture du parc dans le village merveilleux — près de l'ancienne entrée — et rendue désuète par l'arrivée du Manoir hanté en 1994, s'est néanmoins maintenue quelques années (sous le nom Le Château médiéval[9]), avant de voir ses vitrines réaménagées pour la fête d'Halloween et de devenir l'antre de Jack-o'-lantern.
- Niglogolf : golf (1987-2019)

## Les spectacles
Nigloland propose le spectacle d'automates Niglo Show (rénové en 2022).
L'été, certaines animations viennent s'ajouter. Pour Halloween aussi des spectacles sont présents dans le parc.
En 2022, Nigloland propose deux nouveaux spectacles, Scary Circus et Imageen. Ce dernier est un spectacle de son et lumière et feux d'artifice, avec la voix de Benoît Allemane.

### Spectacles disparus
- Niglo Circus, un spectacle d'otaries et de caniches prenait place à l'endroit du Air Meeting.
- L'ours et le loup, étaient des spectacles ludiques et pédagogiques.

- Las Vegas Show (2011-2014), un spectacle de magie prenait place dans le village rock'n'roll, animé par la troupe des Kamyléons (récompensés notamment d'un Mandrake d'or et d'un Mandrake de cristal).

## L'hôtel des Pirates

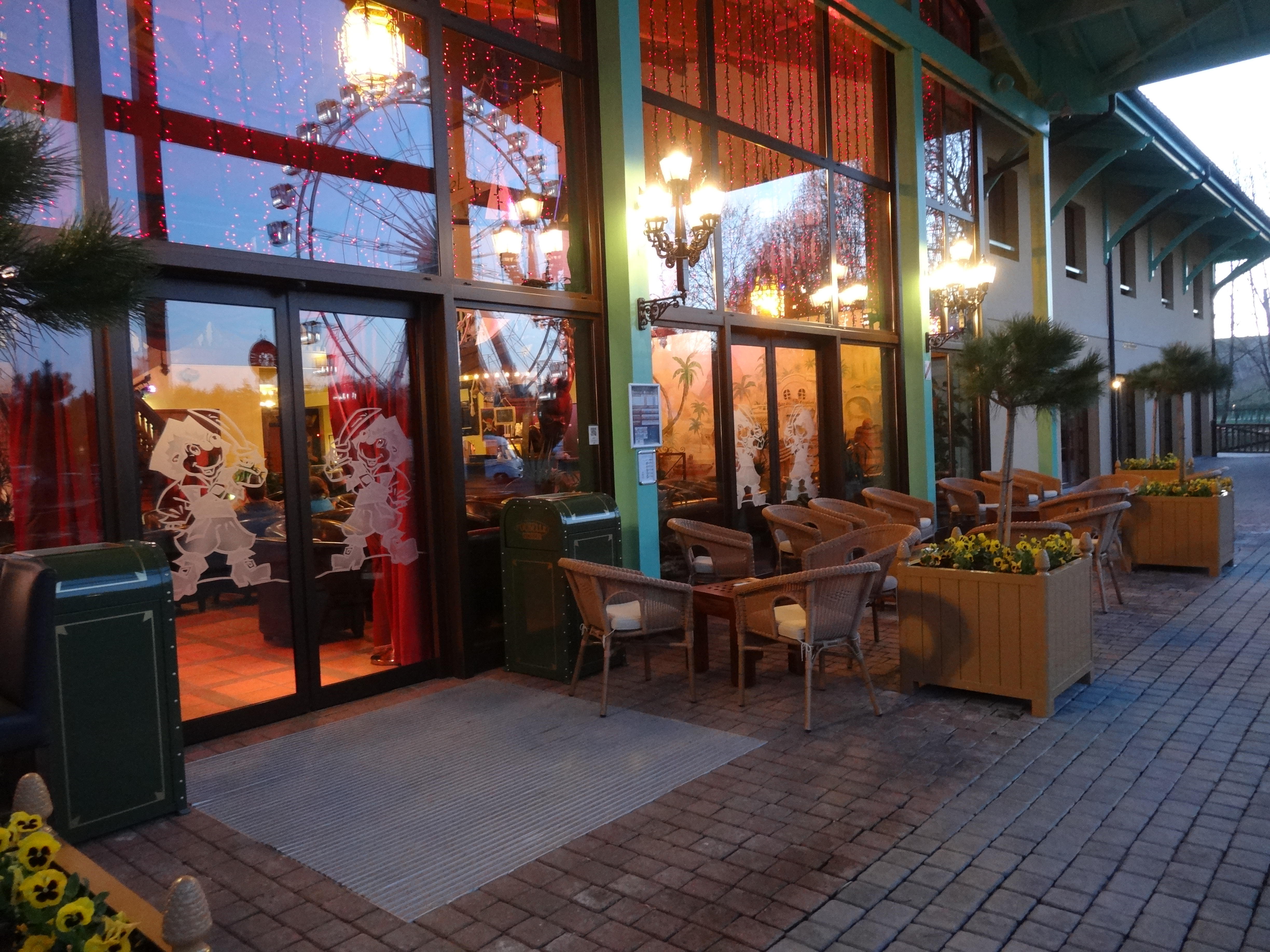
Entrée de lhôtel des Pirates.

Nigloland ouvre en 2005 un hébergement, l'hôtel des Pirates. Dans un décor exotique, il est composé de trente chambres familiales pouvant accueillir jusqu'à cinq adultes, d'un restaurant buffet, d'un bar et d'une salle de spectacle. L'été, des spectacles de magie et des stands de maquillage pour les enfants s'ajoutent en guise d'animation de soirée à l'hôtel. En 2013, l'hôtel décroche sa quatrième étoile.

## Les événements
Lors des débuts de saison à Nigloland et pendant les jours d'avril, des décorations sur le thèmes de Pâques jonchent les allées tels des lapins ou bien des gros œufs de chocolat. En 2023, Nigloland célèbre Le printemps de Niglo avec une chasse aux œufs.
Le parc fête chaque année Halloween — Nigloween — tous les week-ends d'octobre et tous les jours pendant les vacances de la Toussaint avec un spectacle de magie, l'animation la Métamorphose du loup-garou, et le parcours l'Antre de Jack-o'-lantern (ancien Château hanté), disparu depuis 2013. Le parc est décoré avec des milliers de citrouilles, de bottes de paille, de fleurs, de squelettes.

## Logos

Premier logo de Nigloland.
Logo de Nigloland durant les années 2000.
Logo Nigloland de 2010 à 2022.
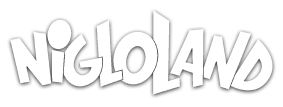
Logo actuel du parc.